# Pentium II
A Pentium II az Intel 1997. május 7-én bemutatott, 32 bites, x86-os (egész pontosan hatodik generációs Intel P6) mikroarchitektúrára épülő asztali és hordozható számítógépekbe gyártott processzora. Az első Intel processzorcsalád, amely 0,25 µm és 0,35 µm gyártástechnológiával készült. A processzorcsalád 2×16 kB első szintű, és az ezt megelőző processzorokhoz képest meglehetősen nagy méretű, 512 KB-os másodszintű gyorsítótárral (L2 cache) rendelkezik (Xeon típusok elérték az 1MB-ot is). A gyorsítótár a nyáklapon helyezkedett el, és csak a processzor sebességének a felén működött, így ez némi hátrányt jelentett bizonyos feladatok végrehajtásában. Az architektúra Slot 1 foglalatot használt, amely Socket 7, illetve Socket 8 foglalatot váltotta le. A Slot 1 alapja a Single Edge Contact Cartridge (variánsai: SECC, SECC2, SEPP), amely a Socket típusú processzorokkal ellentétben a processzor társkártyákra jellemzően csatlakozik az alaplaphoz, a korai Pentium III processzorok is ezt használták a Socket 370 foglalatra váltás előtt, valamint erre az alapra épülnek a legelső Celeron processzorok.
Az első processzor 233 MHz-es, míg a legutolsó 450 MHz-es sebességgel rendelkezik. Az Intel saját tesztjei szerint az első processzor 364, míg a legutolsó 658 pontot ért el felméréseikben, az arányok tekintetében igen nagy, közel 45%-os a különbség, amely teljes mértékben megegyezik az órajelük különbségével.

## Specifikációk
Az asztali számítógépekbe és a mobil eszközökbe különféle magcsalád készült:
| Processzorcsalád neve | Pentium II        | Pentium II                       | Mobile Pentium II           | Mobile Pentium II           | Celeron      | Celeron                                    | Pentium II Xeon |
| Mag neve              | Klamath           | Deschutes                        | Tonga                       | Dixon                       | Covington    | Mendocino                                  | Drake           |
| Típusa                | Asztali           | Asztali                          | Mobil                       | Mobil                       | Asztali      | Asztali és Mobil                           | Asztali         |
| L1 mérete             | 2×16 KB           | 2×16 KB                          | 2×16 KB                     | 2×16 KB                     | 2×16 KB      | 2×16 KB                                    | 2×16 KB         |
| L2 mérete             | 512 KB            | 512 KB                           | 512 KB                      | 256 KB                      | Nincs        | 128 KB                                     | 512 KB, 1, 2 MB |
| Foglalat              | Slot 1            | Slot 1                           | MMC1, MMC2, Micro cartridge | MMC1, MMC2, BGA1, uPGA1     | Slot 1       | Slot 1, Socket 615                         | Slot 2          |
| FSB                   | 66 MHz            | 66, 100 MHz                      | 66 MHz                      | 66, 100 MHz                 | 66 MHz       | 66 MHz                                     | 100 MHz         |
| Feszültség            | 2,8 V             | 2,0 V                            | 1,6 V                       | 1,5, 1,55, 1,6, 2,0 V       | 2,0 V        | 2,0 V                                      | 2,0 V           |
| Órajelek              | 233, 266, 300 MHz | 266, 300, 333, 350, 400, 450 MHz | 233, 266, 300 MHz           | 266, 300, 333, 366, 400 MHz | 266, 300 MHz | 300, 333, 366, 400, 433, 466, 500, 533 MHz | 400, 450 MHz    |

## Galéria

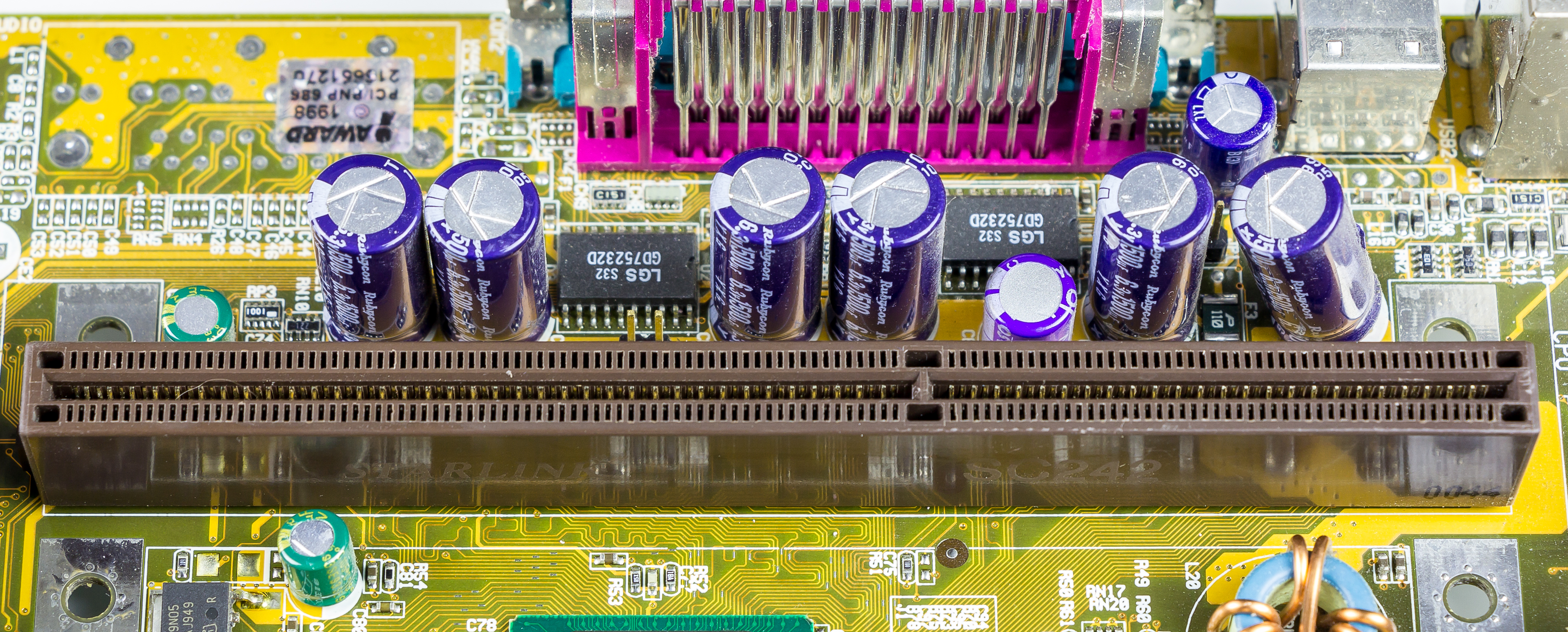
Slot 1 foglalat
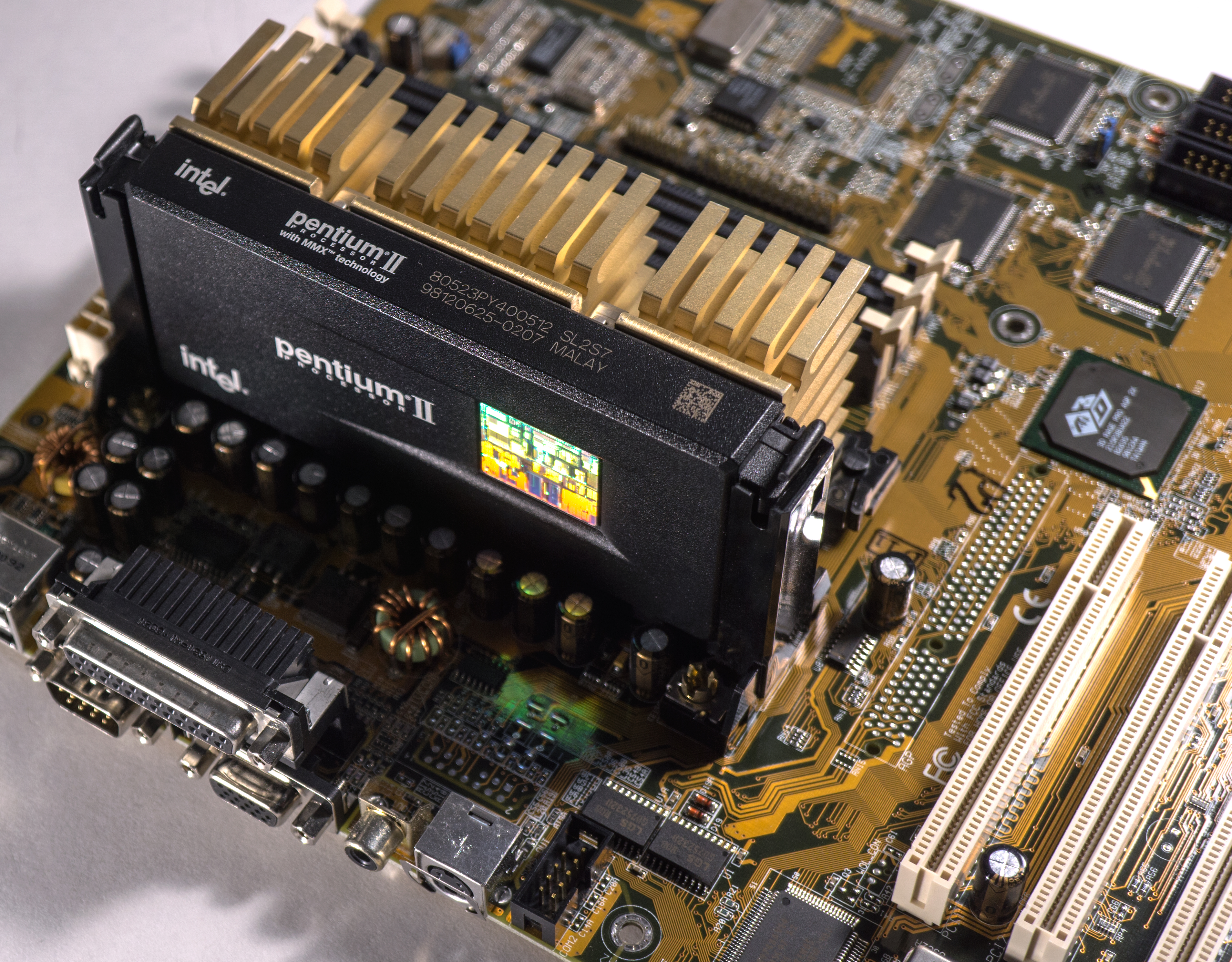
Alaplapra csatlakoztatva hűtőbordával
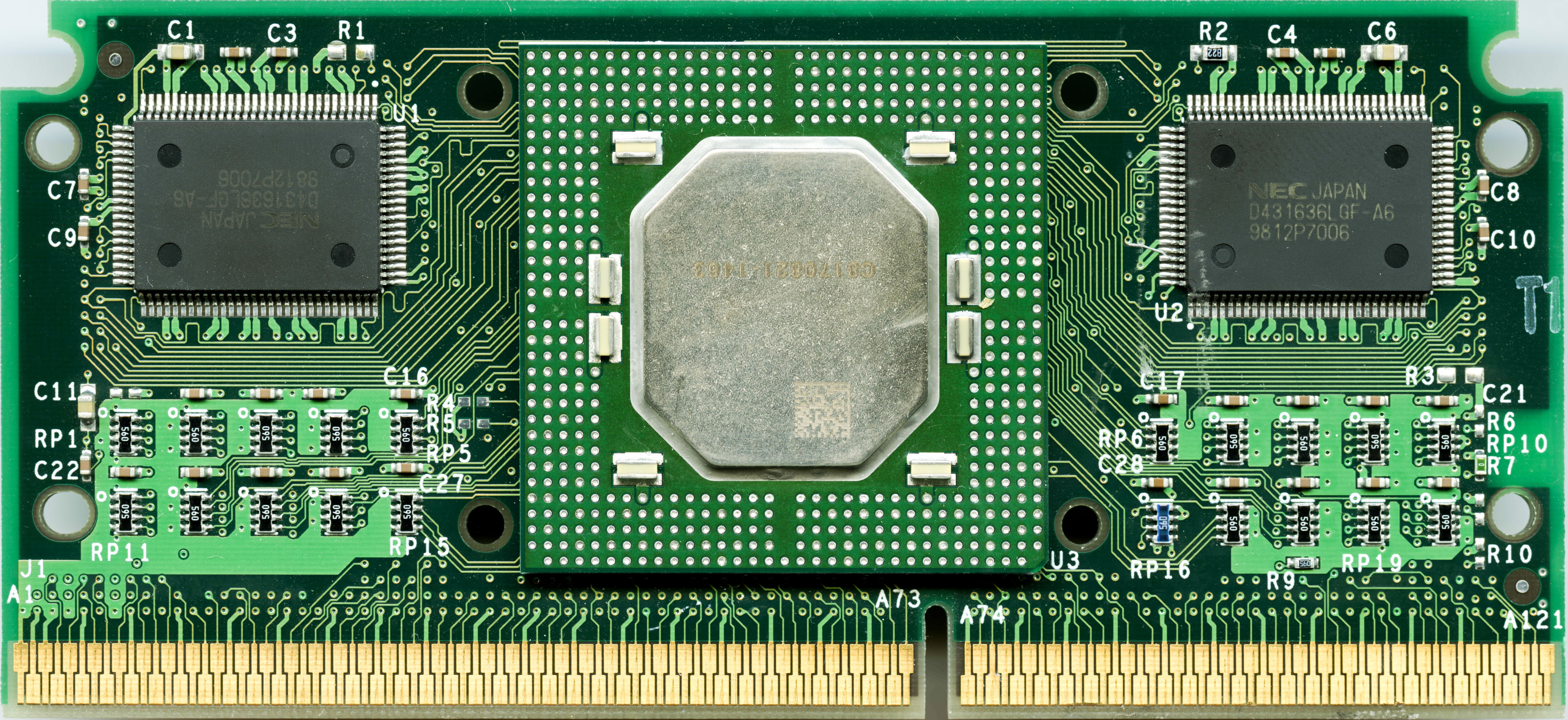
SECC típus nyáklapja
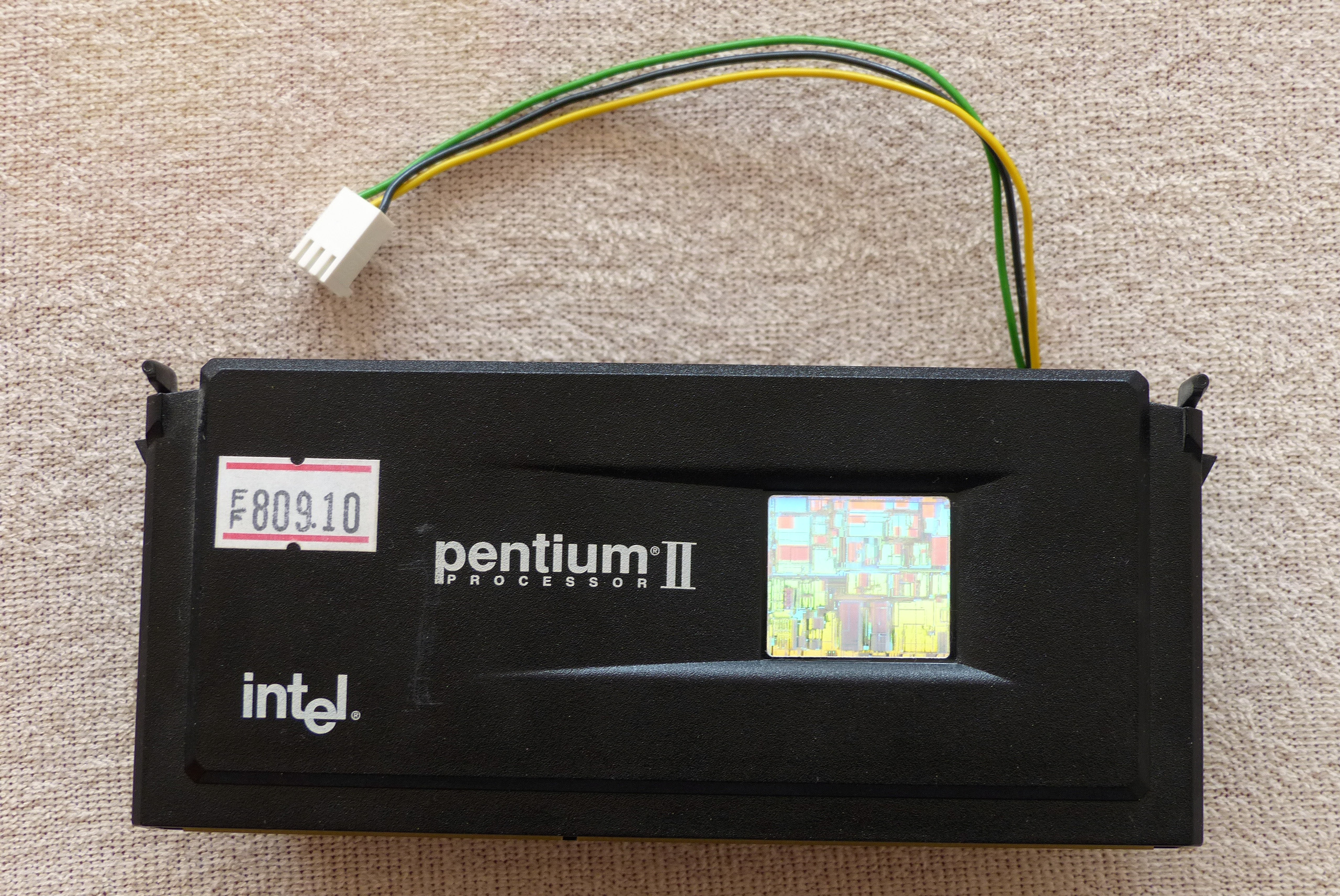
SECC típus előlapja
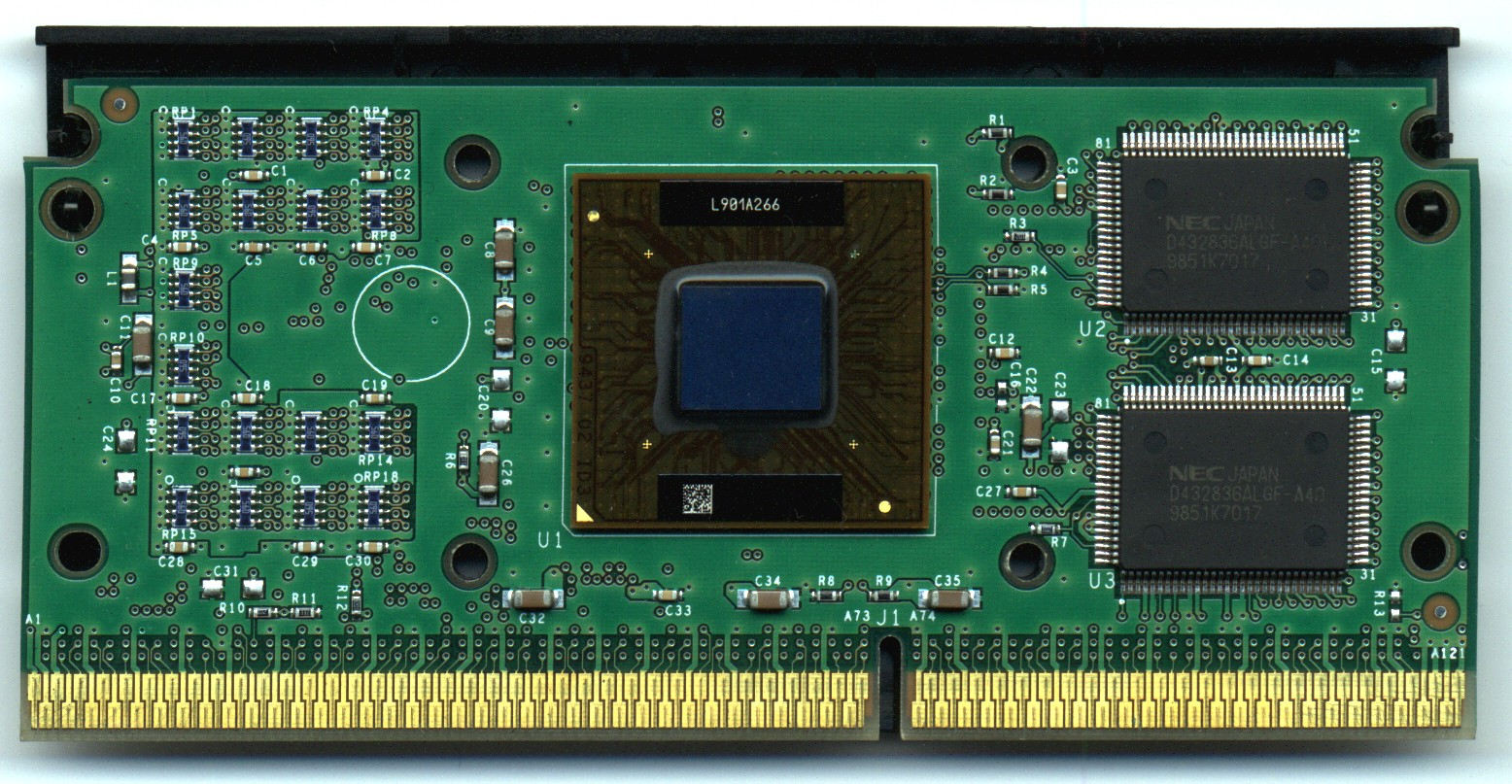
SECC2 típus nyáklapja
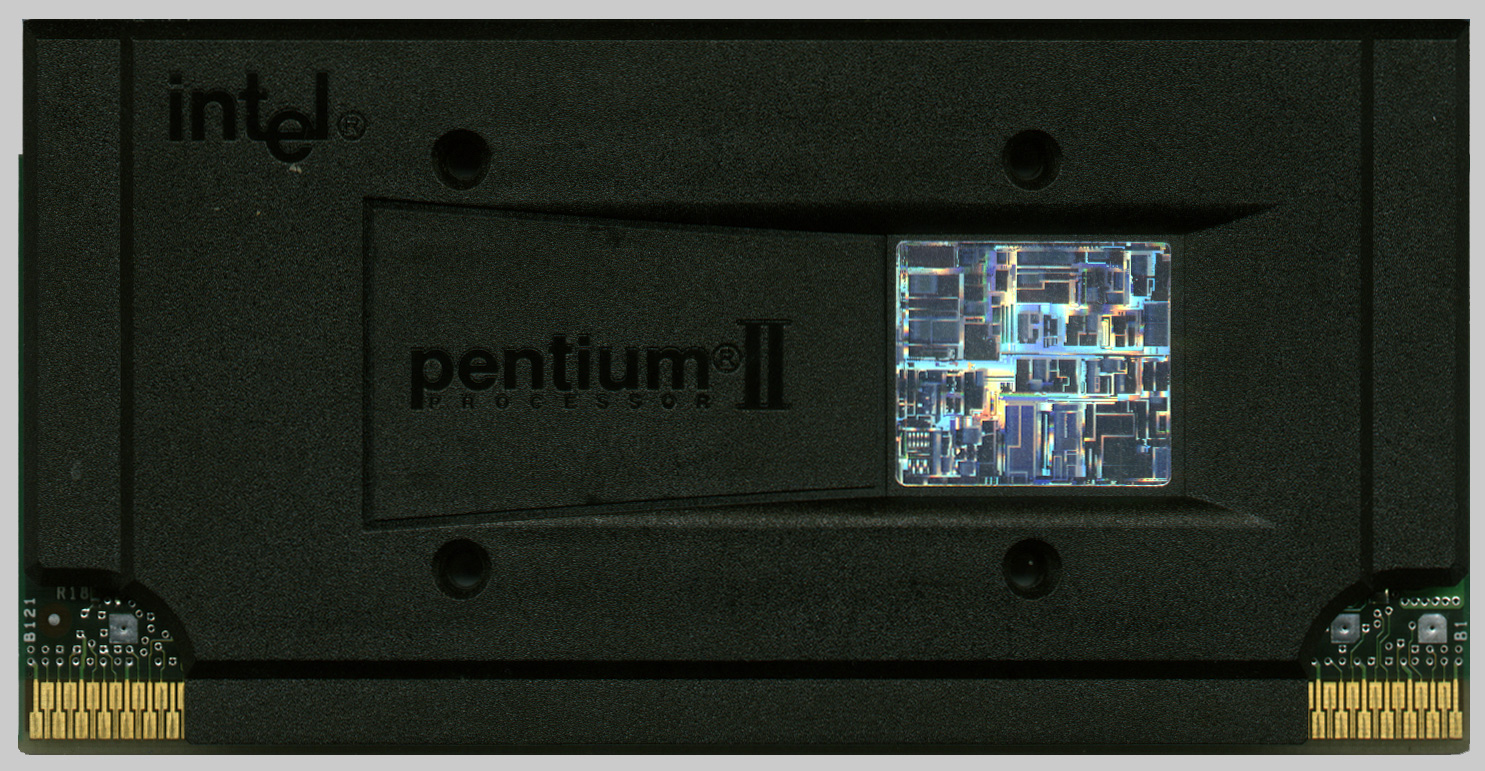
SECC2 típus előlapja
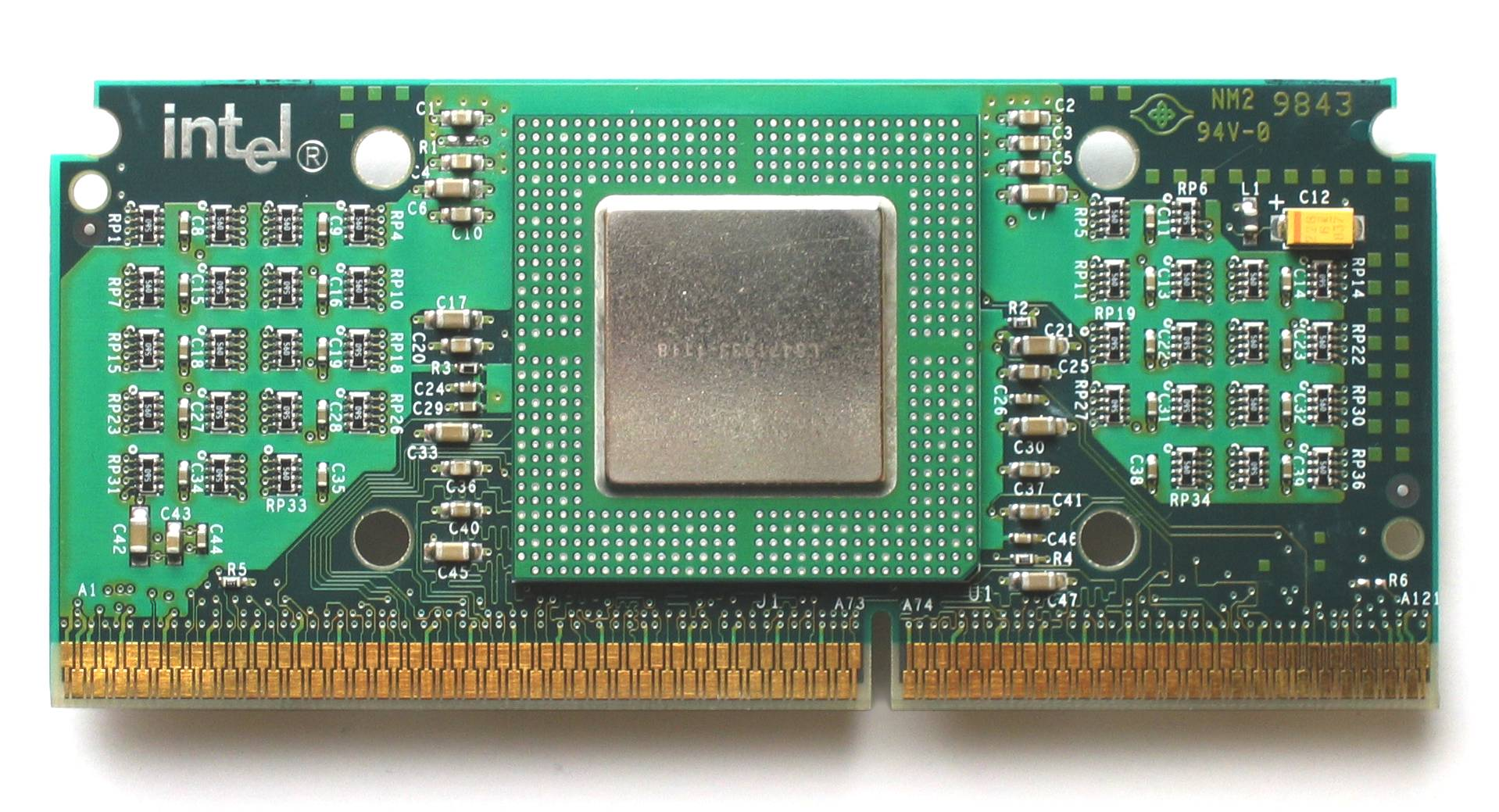
SEPP típus nyáklapja
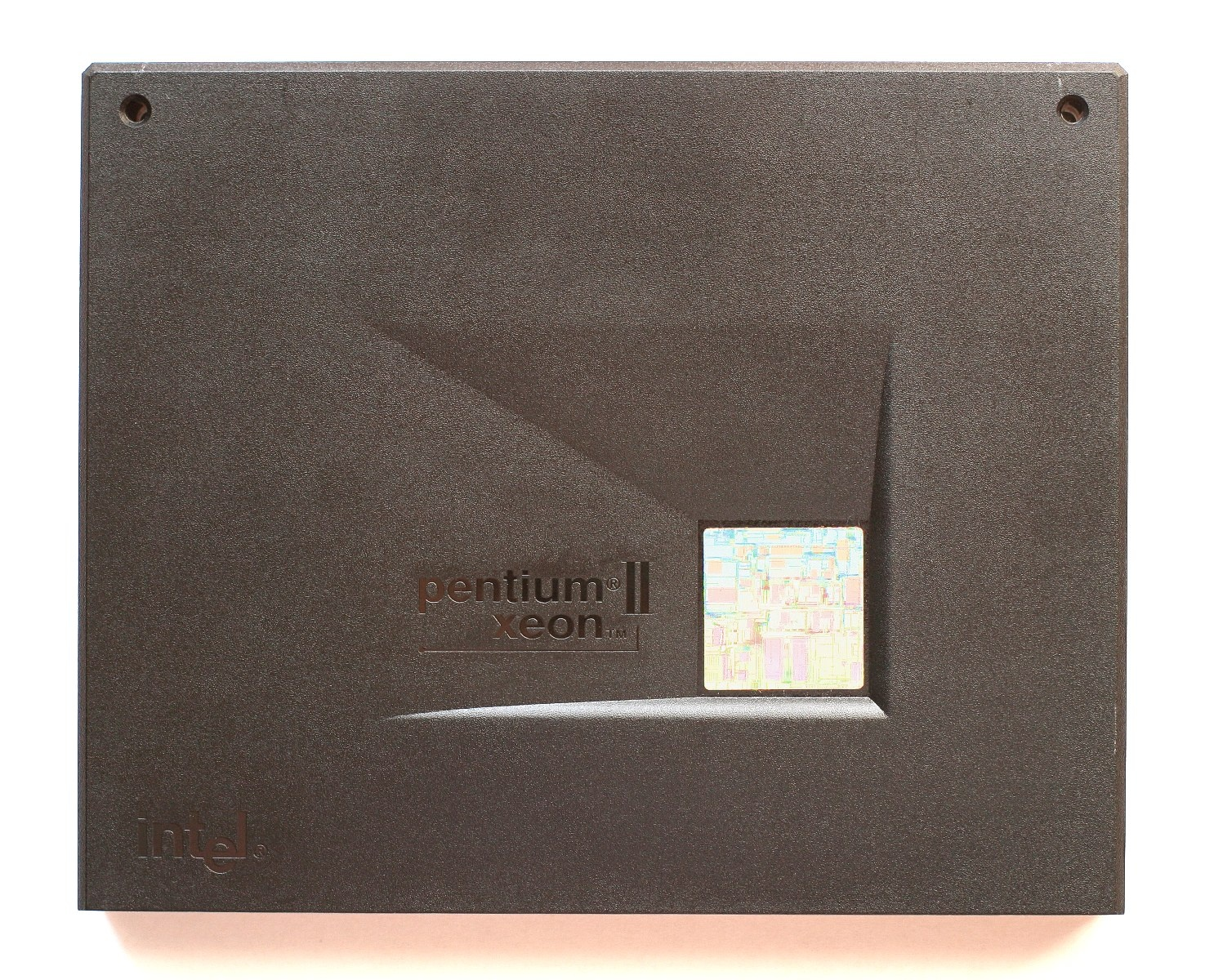
Pentium II Xeon